# Nagy Írisz
Nagy Írisz (1982 - ) Harangozó-díjas magyar táncművész.

## Életpályája
Tíz éves korától versenyszerűen aerobikozott, majd felvételt nyert a Pécsi Művészeti Szakközépiskolába. Meghatározó volt számára az Uhrik Dóra szakmai irányítása alatt zajló tehetséggondozó munka és Kovács Zsuzsanna balettmesteri tevékenysége. Középiskolásként olyan kiváló vendégtanárok és koreográfusok segítették fejlődését, mint Vidákovics Antal, Bálint Éva, Hajzer Gábor, Fejes Ádám, Papp Tímea, Földi Béla, Zachár Lóránt. A középiskola elvégzése után szerződött a Herczog István vezette Pécsi Baletthez, ahol Keveházi Gábor és Vincze Balázs igazgatósága alatt is folyamatosan főszerepeket táncolt. A pályán eddig eltöltött évek alatt olyan kiváló mesterrel dolgozott együtt, mint Raza Hammadi, Cameron McMillan, Jorma Elo, Sebestyén Csaba, Pongor Ildikó, illetve Uhrik Dóra, Czebe Tünde, Vincze Balázs, Szigeti Oktávia. 2010-ben táncművész diplomát szerzett a Magyar Táncművészeti Főiskolán, emellett 2006-tól szakedzői képesítéssel is rendelkezik. 

## Családja
Két gyermek, Balikó Benjámin és Sándor Zsombor édesanyja.

## Szerepei
- Giselle / Giselle

- Elérhetetlen területek
- Hófehérke és a hét törpe / Királyné
- Change Back
- A Jó és a Rossz kertjében
- Szimbiózis / Női főszerep
- Otello / Emilia
- Orfeusz és Euridiké / Ámor
- A fából faragott királyfi / Tündér
- A makrancos hölgy / Özvegy
- Diamond / Női főszerep
- Rómeó és Júlia / Montague-né
- Carmina Burana
- Asszisztens:
- Diamond
- Footsteps

## Díjai, elismerései
- Az évad legjobb női táncosa (2010)
- Harangozó Gyula-díj (2012)